# Mae Poen (huyện)
Mae Poen (tiếng Thái: แม่เปิน) là một huyện (amphoe) ở phía tây của tỉnh Nakhon Sawan, phía bắc Thái Lan.

## Lịch sử
Tambon Mae Poen đã được tách ra từ huyện Lat Yao để lập tiểu huyện (King Amphoe) vào ngày 15 tháng 7 năm 1996.
Theo quyết định của chính phủ Thái Lan ngày 15 tháng 5 năm 2007, tất cả 81 tiểu huyện đều được nâng thành huyện. Với việc đăng công báo hoàng gia ngày 24 tháng 8, việc nâng cấp thành chính thức.
.

## Địa lý
Các huyện giáp ranh (từ phía bắc theo chiều kim đồng hồ) là: Mae Wong và Chum Ta Bong của tỉnh Nakhon Sawan, Lan Sak và Ban Rai của tỉnh Uthai Thani, và Umphang của tỉnh Tak.

## Hành chính
Huyện này được chia thành 1 phó huyện (tambon), và đơn vị này được chia thành 24 làng (muban). Không có khu vực thành thị, có 1 Tổ chức hành chính tambon.
| STT | Tên      | Tên tiếng Thái | Số làng | Dân số |  |
| --- | -------- | -------------- | ------- | ------ |  |
| 1.  | Mae Poen | แม่เปิน          | 24      | 19.730 |  |